# La Oroya
La Oroya (A Oroya), é una cidade peruana. Acha-se na província de Yauli, departamento de Junín. A cidade e o ponto de convêrgencia de três rodovías do centro do país: uma para a costa a Lima, outra pelo sul para as cidades de Huancayo, Huancavelica e Ayacucho; e a terça pelo norte para as cidades de Junín, Cerro de Pasco e Tarma e o Vale de Chanchamayo, Tingo María e Pucallpa. Têm uma população de 24,476 moradores no ano 2015.

## Toponimia
De acordo com a tradição local, o nome é devido a uma espécie de ponte pendurado que permite o passo do pessoas e carga em recipientes chamados -"oroyas" que teriam forma de canastra e que cruzava o rio Mantaro. Os cronistas coincidem que o nome de "oroya" têm relação com uma instalação nomeada assim e que se usava em América pré-colombiana para cruzar rios. Era uma grão soga que atravessava o rio e na que se colocava uma canastra na qual se introduzia o viageiro para passar dum lado a outro do rio.

## Espaço Geogrâfico

### Ubicação
A cidade fica a 3,750 msnm na vertente oriental dos andes, ao margem do rio Mantaro, a 176 quilômetros ao leste da capital peruana Lima. Acha-se no meio do esporãos orientais da cordilheira. Devido à sua ubicação na puna andina e sua grão altitude, o clima é frio e chuvoso. Possui uma superfície total de 388,42 quilômetros quadrados.

### Clima
O clima é frígido e seco nas partes baixas (região Suni) com uma temperatura promédio de 8 graus centígrados. Nas partes altas (região Jalca), o clima é frígido e nas vezes gélido com temperaturas que descem debaixo de 0 graus com chuvas de 700 mm a ano nos meses de decembro ate março que são os de maior precipitação pluvial. A temperatura varia de acordo com a ubicação geográfica sendo a mais alta a registrada no fevereiro de 1998 com 22.2 graus (estação Oroya a 3750 msnm) e a mais baixa no agosto de 1997 com -8,1 graus (estação Atocsaico a 4150 msnm).

## Demografía

### População
La Oroya têm aproximadamente 20 mil moradores na zona urbana (INEI, Censo 2007). O espaço urbano e periurbano, incluindo o distrito de Santa Rosa do Sacco, chamado "nova Oroya" têm 30 mil moradores aproximadamente. Os moradores descem principalmente de migrantes das cidades de Tarma, Huancayo e Huánuco, que chegaram pelo boom mineiro do século XX.

## Transporte
A cidade está ligada com as cidades de Lima e Huancayo através da Carreteira Central que ali bifurca-se em dois ramais, uno pelo sul a cidade de Huancayo, capital do departamento, e outro pelas cidades de Tarma, Cerro de Pasco e a selva central do pai.
Assim mesmo na cidade foi uma importante estação do Ferrocarril Central do Peru. Esta via também bifurcava-se em dois ramais, uno à norte para a cidade de Cerro de Pasco e outra à sul pela cidade de Huancayo.

## Economía

### Mineria
Nos alrededores da cidade existem empresas mineiras como Doe Run Peru, Mineira Chinalco, Volcán Companhia Mineira, Companhia Casapalca, Austria Duvaz, Companhia Argentum, entre outras. É conhecida por poseer uma das chaminés mais altas do Sud América. Sua condição de centro metalurgico tinha provoado um dos maiores casos de contaminação, reduzindo a esperança de vida a tão só 40 anos, uma das mas baixas do mundo. Em certas houras do día, especialmente ao meio-dia, o grau de contaminação do ar o faz irrespiravel.

### Agricultura
A producção agrícola é limitada. Dos dez distritos que forman parte do província de Yauli, só três (Chacapalpa, Huayhuay e La Oroya, nesse ordem de acordo com o volume de producção) cultivam. Também cria-se gado ouvino em pequenas quantidades.

### Comércio Local
A setor comercial da cidade ocupa umas 15,33 hectare. Se desemvolve principalmente na parte baixa da parte antiga da cidade. 